# Термінатор: Спасіння прийде
«Термінатор: Спасіння прийде» (англ. «Terminator Salvation») — американський фантастичний бойовик режисера МакДжі. Четвертий кінофільм із серії «Термінатор» і перший, чия дія розгортається у часи війни з машинами. На екрани США фільм вийшов 21 травня 2009 року (прем'єра в Україні — 4 червня). Роль Джона Коннора виконав Крістіан Бейл.
Існує офіційна новелізація фільму, написана А. Д. Фостером.

## Сюжет
В 2003 році засуджений до смертної кари Маркус Райт підписує з хворою на рак співробітницею компанії «Кібердайн Системз», доктором Сереною Коган, договір про передачу свого тіла після страти в користування компанії. Як і було заплановано, Маркусу вводять смертельну ін'єкцію і він гине.
В постапокаліптичному 2018 році Джон Коннор бере участь у війні людства з роботами, керованими мережею «Скайнет». Поки Коннор лише один з командирів, який очолює загін Опору. Він бере участь в атаці розвідки на одну з баз «Скайнет», організованої головним штабом Опору. У комп'ютері бази Джон виявляє креслення прототипу нової серії термінаторів T-800. За наказом командира загону Коннор вибирається на поверхню, щоб дізнатися, чому зник зв'язок із бійцями прикриття, та бачить відліт «мисливця» «Скайнет», що повбивав членів загону. Він біжить до вертольота, щоб почати погоню, проте пілот виявляється мертвим. Ледь піднявшись в повітря, вертоліт накриває ударна хвиля від ядерного удару по базі. Коннор вибирається з вертольота, та раптом його хапає давно пошкоджений безногий термінатор T-600. Джон розстрілює робота з кулемета. Вночі на тому ж місці з-під завалів зруйнованої бази вилазить Маркус Райт. Не розуміючи що з ним сталося і що діється навколо, він бере одяг з убитого солдата Опору і вирушає знайти відповіді на свої питання.
Джон Коннор без дозволу командування прибуває до штабу Опору, який знаходиться на підводному човні. Начальник штабу генерал Ешдаун розповідає йому, що завдяки його атаці на базу «Скайнет» вдалося виявити код деактивації «Скайнет». Використавши його, людство вимкне всю армію машин по всій планеті. Коннор пропонує свою допомогу в перевірці дії сигналу. Генерал Лосенко повідомляє, що в разі успіху, найближчим часом буде зроблена масова атака сил опору проти «Скайнет». Розвідці відомо, що мережа має першочергово ліквідувати весь штаб Опору, а другу позицію в ньому займає саме Джон. На питання Коннора, хто є першим, генерал називає нікому невідомого Кайла Різа.
Тим часом Маркус добирається до руїн Лос-Анджелеса. Здалеку він приймає T-600 за людину, отримуючи у відповідь кулеметну чергу. Маркуса рятує підліток в масці, Кайл Різ, який разом з німою дівчинкою знищують термінатора, заманивши його до пастки. Від Кайла Маркус дізнається про ядерний удар, ініційований мережею «Скайнет», який і призвів до нинішнього стану світу.
Тим часом Коннор в штабі випробовує сигнал деактивації на спійманому водному роботі. Сигнал діє, але мусить бути постійним, його вирішують випробувати на більшій цілі — літаючому «мисливцеві». Маркус лагодить старе радіо Кайла, і вони разом чують послання Коннора, котрий розповідає, що осередки Опору є в усьому світі, і повідомляє основи боротьби з термінаторами. Кайл з новими друзями вирішують вирушити на пошуки штабу Опору. Полагодивши старий джип, вони вирушають у дорогу. Їх переслідує дрон і упізнає Кайла Різа. Втікачі приїжджають до заправки, де вцілілі люди сперечаються за припаси. Несподівано з'являється велетенський робот «жнець», який руйнує заправку і захоплює людей. Вцілілі розбігаються, а Маркус знищує робота, підірвавши поблизу бензовоз, після чого тікає з рештою на вантажівці. Однак «жнець» залишається неушкодженим та посилає навздогін термінаторів-мотоциклів.
Через затримку на мосту «жнець» захоплює Кайла з подругою і закидає до решти полонених, в літак-збірник, що прямує в Сан-Франциско. Маркус намагається їх визволити, але падає в каньйон. Опір посилає авіацію на перехоплення, але план провалюється — роботи забирають полонених і збивають переслідувачів. Згодом Кайл натикається на катапультованого пілота Блер. Вона переконує Маркуса вирушити до штабу Опору.
Кайл красномовно заспокоює полонених, а Маркус з Блер вночі потрапляють в засідку бандитів. У бою з ними Маркус демонструє велику силу і вміння битися. На похвалу Блер Маркус відповідає, що вона зовсім його не знає і він не така добра людина, як зараз здається. Тої ж ночі Джон Коннор приманює «мисливця» і успішно випробовує дію сигналу. Командування оголошує про штурм центру мережі «Скайнет» в Сан-Франциско зранку. Генерал Ешдаун наказує знищити центр, попри наявність там полонених.
Наранок Маркус та Блер дістаються до шуканої бази Опору, оточеної магнітними мінами, які реагують на метал роботів. Одна з них підриваються під ногами Маркуса. Скоро його доставляють у штаб, де оглядають і виявляють, що Маркус — кіборг. Коннор допитує Маркуса, думаючи, що він посланий «Скайнет». Джон розповідає як роботи прагнули вбити його матір і батька, Кайла Різа, посланого з майбутнього до передвоєнного минулого. Але Маркус розповідає про полон Кайла, що дає підстави не вбивати його як цінне джерело інформації. Блер не вірить, що Маркус Райт є агентом «Скайнет» і відволікає охорону, щоб звільнити його. Джон Коннор після зустрічі з Маркусом сумнівається у своїх знаннях про ворога, адже Маркус сам вірить, що він людина. Він побоюється, що коли Різ дійсно в полоні на центральній базі «Скайнет», то атака на неї стане фатальною для людства.
Коннор переслідує Маркуса на вертольоті, але з води їх атакують роботи. Маркус рятує Коннора, що спонукає Джона повірити йому стосовно Різа. Він наказує почекати зі штурмом, за що його відсторонюють від командування. Але бійці Коннора вірні йому та готові рятувати Різа.
Джон приманює термінатора-мотоцикла, якого зламує і задає команду повертатися у пункт його відправки — Сан-Франциско. Маркус Райт, діставшись до охоронного периметра бази «Скайнет», не зустрічає опору. Охоронні системи пропускають його до головного комп'ютера і той підключається до мережі, вимикаючи охорону і визволяючи Кайла Різа. Додатково він знаходить інформацію, що його тіло було передане «Кібердайн Системз», яка і створила «Скайнет». Таким чином Маркус і став об'єктом програми «Скайнет» зі створення термінатора, здатного непомітно проникнути у людське суспільство. Але його системи раптом вимикаються.
Джон Коннор застосовує сигнал на базі, поки командування наказує починати штурм. Маркус же отямлюється повністю відновленим. «Скайнет» в образі Серени Коган повідомляє, що його прибуття сюди було задане програмою і він виконав поставлене завдання — привести Джона Коннора в пастку. «Скайнет» розкриває, що сигнал деактивації — це приманка, щоб виявити координати командування Опору. Роботи знаходять і вбивають командування, що перебуває на підводному човні. Тепер для ліквідації Джона Коннора на базі випускається термінатор Т-800. «Скайнет» констатує, що Маркусу завдяки його напів-людській природі вдалося те, що було непідсилу машинам — вбити майбутнього очільника Опору — Джона. Маркус на це відповідає, що обирає бути людиною, а не машиною, тому вириває з голови чип зв'язку зі «Скайнет» і біжить рятувати Джона.
Тим часом Коннор опиняється зі звільненим Кайлом на заводі зі складання термінаторів. Вони виявляють склад паливних елементів для Т-800, вибух яких взмозі знищити базу. Але на заваді стає діючий Т-800. Робот майже здобуває перемогу в бою, та на допомогу встигає Маркус. Т-800 вираховує вразливе місце Маркуса — людське серце і завдає удару, що зупиняє його. Поки Блер евакуйовує полонених, Джон вступає в нерівний бій з термінатором. Та він здогадується вилити на робота розплавлений метал, чим виводить його з ладу. Поки Т-800 не звільнився від вже застиглого металу, Джон реанімує Маркуса і той знищує Т-800. Але сам Джон при цьому отримує тяжке поранення.
Маркус і Джон відлітають на вертольоті, при цьому підриваючи базу «Скайнет» разом з виробничими потужностями і готовими термінаторами. За якийсь час Джон Коннор опиняється в польовому шпиталі. Його серце не може довго витримати, тому Джон дарує Кайлу Різу на пам'ять свою куртку і прощається з бійцями Опору. Маркус приймає рішення віддати йому своє серце замість джонового пораненого. Лягаючи на операційний стіл, він роздумує над тим, що робить людину людиною. Згодом врятований його жертвою Джон Коннор летить на вертольоті, подумки промовляючи: «Немає іншої долі, крім тої, яку ми самі вибираємо».

## Історія створення
У листопаді 2007 року з'явилися чутки про те, що у фільмі може взяти участь Крістіан Бейл, які згодом підтвердилися на початку грудня. Актор виконує роль Джона Коннора. У лютому 2008 року стало відомо, що у фільмі візьме участь Сем Вортінгтон. Останній завдяки рекомендаціям Джеймса Кемерона отримав роль Маркуса Райта — одного з центральних персонажів. Фільму хотіли дати назву Terminator Salvation: The Future Begins.
Знімання фільму почали 5 травня 2008 року у штаті Нью-Мексико за участю США, Німеччини і Великої Британії.
У березні 2009 року, незадовго до запланованої прем'єри фільму, кінокомпанія Warner Bros. оголосила про рішення повністю змінити кінцівку фільму. Зроблено це було після витоку в інтернет заключного фрагмента сценарію, згідно з яким після загибелі Джона Коннора лідери опору вирішують створити кіборга, зовні схожого на нього.

## Творці фільму

### Знімальна група
- Режисер: Макджі
- Продюсери: Дерек Андерсон, Моріц Борман, Віктор Кубічек, Джеффрі Сільвер
- Сценаристи: Джон Д. Бренкето, Майкл Ферріс, Девід С. Вілсон, Пол Хаггіс
- Оператор: Шейн Герлбат

### У ролях

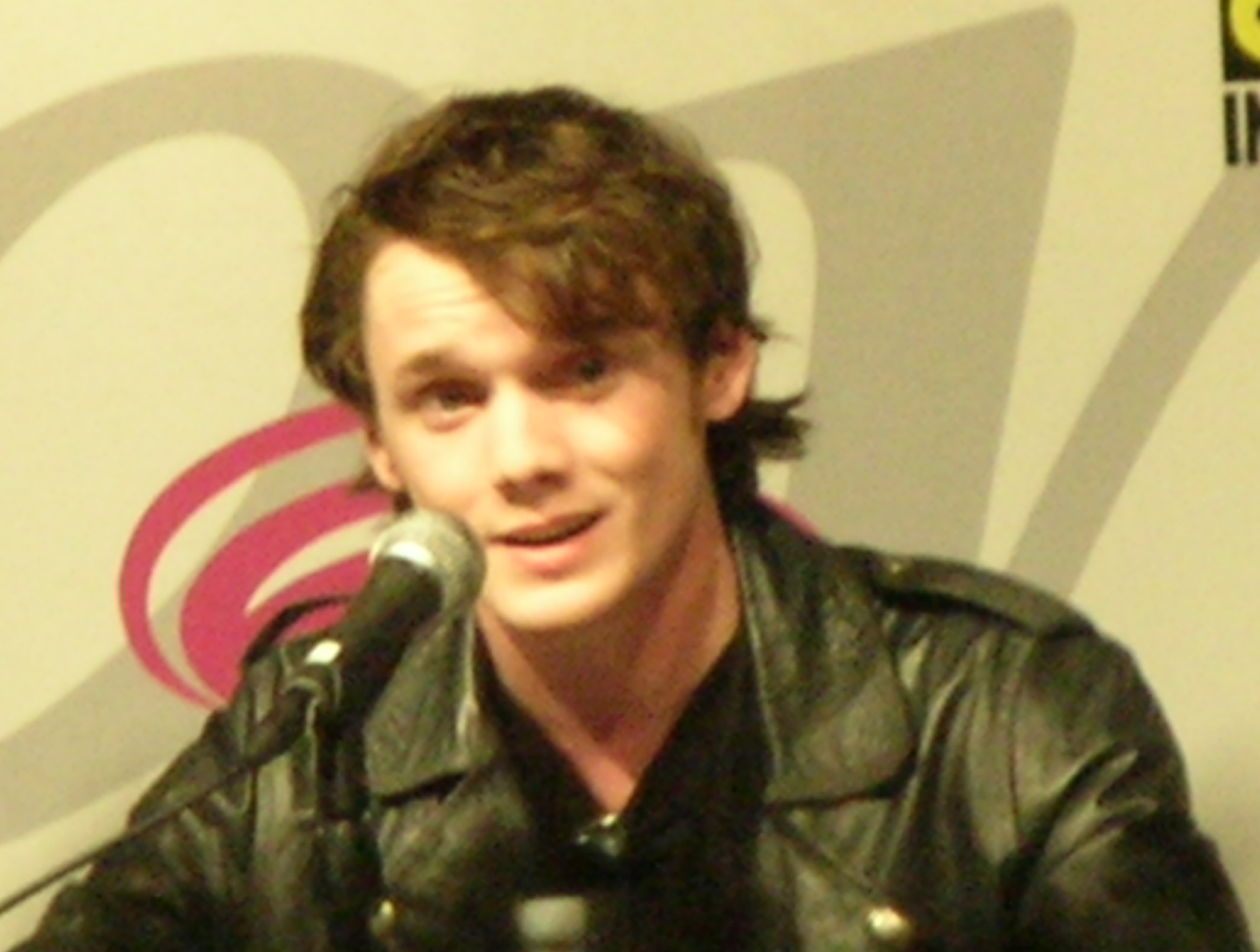
Антон Єльчін (Кайл Різ) на пресконференції

- Крістіан Бейл — Джон Коннор
- Сем Вортінгтон — Маркус Райт
- Антон Єльчін — Кайл Риз
- Брайс Даллас Говард — Кейт Коннор
- Корінна Мун Бладгуд — Блер Вільямс
- Гелена Бонем Картер — Серена Коган (Скайнет з її обличчям)
- Common — Барнс
- Роланд Кікінджер — T-800
- Арнольд Шварценеггер — особа T-800 (використана 3D, у титрах не вказаний)
- Майкл Айронсайд — Генерал Ешдаун
- Лінда Гамільтон — Сара Коннор (голос)
- Грег Плітт

## Вирізані сцени

### Режисерська версія
Існує режисерська версія фільму, до якої увійшли деякі моменти і діалоги, не показані у кінотеатральній версії, а також незначні відео уривки (наприклад, кадр, який показує, як розсипалася бетонна плита, якою Т-800 бив Маркуса Райта, або кадр, де під час бійки з мародерами Маркус встромляє одному з них викрутку у плече). Загальний час фрагментів, що увійшли до режисерської версії, — 5 хвилин.
Сцени, додані у режисерську версію:
- Коли Джон Коннор і його загін проникають у підземну базу Скайнета на початку фільму і йдуть по затопленому тунелю, позаду них з води піднімається T-1. Солдати швидко знищують робота і йдуть далі.
- Також на початку фільму у підземній базі Джон Коннор бачить тіла людей на столах, і серед них Маркус Райт.
- Момент, коли генерал Ешдаун вичитує прибулого на підводний човен Коннора. Ешдаун приставляє пістолет до його скроні зі словами «Давайте усвідомимо одну річ. Я не вірю у пророцтва. Ніхто не може в один момент змінити майбутнє».
- Відома сцена, де Блер Вільямс стоїть під дощем топлес і промиває рану на грудях. МакДжі пояснив, що прибрав цю сцену через те, що вона незначна і не несе ніякого сенсу.
- Маркус встромляє викрутку у плече одного з грабіжників, але тому вдається витягнути її.
- Маркус використовує грабіжника як щит, коли у нього стріляє інший грабіжник.
- Маркус б'є іншого грабіжника.
- Т-600 розстрілює бранця, що намагається бігти.
- Коли Маркус і Блер сидять біля багаття, Блер говорить «Думаєш про своє минуле? Знаєш, я зрозуміла одну річ, Маркус. Чи можна зосереджуватися на тому, що втрачено … або битися за те, що залишилося».
- Під час звернення до угруповань Опору відкласти атаку на Центр Скайнета, Коннор також вимовляє у своєму монолозі: «Я знав одну жінку, яка говорила, що людям слід боятися майбутнього. Що всьому скоро прийде кінець, що все буде втрачено … Ніхто не хотів чути правди. Товариство відреклося від неї. Цією жінкою була Сара Коннор, моя мати. Тепер ми знаємо: те, про що вона застерігала, збулося».

### Епізоди, що не увійшли до фільму[9]
- Діалог між Коннором і Джеріко перед тим, як Коннор закріплює свою мотузку і стрибає в отвір.
- Коротка розмова у затопленому тунелі між солдатами перед нападом T-1.
- Кадр з солдатами у бункері (і цивільними, можливо) перед тим, як Скайнет підриває це місце (поки ми спостерігаємо видовищний політ і крах першого вертольота).
- Оспрі підбирає Коннора у зоні повернення, останній вітає солдатів.
- Під час розмови з генералом Ешдаун на підводному човні Опору Коннор розповідає йому, що Скайнет збирає у полон людей як органічний матеріал для створення майбутніх термінаторів T-800. Ешдаун не вірить йому, як і його розповідям про відправку термінатора у минуле з метою вбивства Сари Коннор.
- Знову у штабі: Джон і Кейт лежачи у ліжку розмовляють про Кайла і знову про майбутні Т-800.
- Вирізана частина діалогу між Кайлом і Маркусом в Обсерваторії Гріффіта.
- Невелика розмова між Блер і Маркусом у вентиляційній шахті перед тим, як він збиває кришку з лазу.
- Після розмови з Ешдаун по радіо на авіабазі Коннор дає Барнсу С4 для підриву комунікаційних веж. Коннор переходить до короткохвильового передавача і тримає промову до Опору.
- Момент проникнення Маркуса Райта у Центр Скайнета. Маркус обходить патрульного Т-600 і хоче тимчасово сховатися у зруйнованій церкві, однак туди вривається велика гусенична машина Скайнета (ймовірно, варіант танка «Мисливець-Убивця»).
- Поки Джон Коннор їде на Мототермінаторі, виявляється, що міст підірваний, і за допомогою «кішки» Джон підіймається на інший кінець.
- Коли прототип Т-800 переслідує Джона, Кайла і Зіроньку і розриває пошкодженого T-600 навпіл, що став на шляху, він нагинається і підіймає його кулемет, щоб відкрити вогонь по цілях.
- Покинувши цех T-800, Кайл Риз і Зірка разом з іншими полоненими вириваються на вулицю назад через розподільний зал. Під час втечі люди натовпом знищують роботів T-1 і Т-600.
- У кінці фільму Кайл Риз ховає Маркуса Райта. Закінчуючи могилу, він випадково знаходить у відданій Джоном Коннором куртці фотографію Сари Коннор.

## Нагороди та номінації
- Кінопремія «Сатурн» (2010): номінація — найкращий грим.
- Satellite Awards (2009): номінація — найкращий звук.
- Teen Choice Awards (2009): номінації — найкраща чоловіча роль у жанрі Action Adventure (Крістіан Бейл), найкраща жіноча роль у жанрі Action Adventure (Брайс Даллас Ховард), Choice Movie Fresh Face Male: Action Adventure (Сем Вортінгтон), найкращий фільм у жанрі Action Adventure, найкращий річний фільм у жанрі Action Adventure.
- Visual Effects Society Awards (2010): номінації — найкращі візуальні ефекти року, акції моделей і мініатюр у художньому анімаційному фільмі.
- Scream Awards: номінації — найкращий фантастичний фільм, найкраща фантастична жіноча роль (Мун Бладгуд), чоловічий прорив у виконанні (Сем Вортінгтон), найкращий камео (Арнольд Шварценеггер і Гелена Бонем Картер), найкращий сіквел, найкращий FX.

## Цікаві факти
- У липні 2006 року, під час візиту Тоні Блера до Каліфорнії, губернатор штату Арнольд Шварценеггер зробив прем'єр-міністру Великої Британії пропозицію зіграти у четвертому фільмі про термінаторів[10].
- Маріо Кассар і Ендрю Вайна у травні 2007 року продали усі права на франчайз новій у кінобізнесі компанії The Halcyon приватних підприємців Віктора Кубічека і Дерека Андерсона.

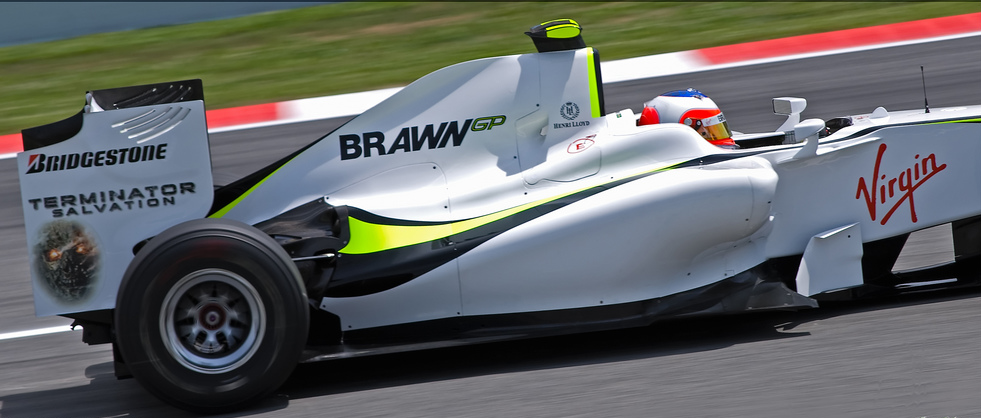
Рубенс Баррікелло за кермом свого Brawn GP Формули-1 з рекламою фільму

- Реклама фільму з'явилася на машинах команди Brawn GP формули 1.
- Хоча замість Арнольда Шварценеггера у фільмі знятий інший бодібілдер, Роланд Кікінджер[en][11], обличчя якого було змінене цифрове способом на обличчя 37-річного Шварценегера (у цьому віці він знімався у першому «Термінаторі»)[12].
- Фраза про ліквідацію Джона Коннора, яку Скайнет вимовляє у фіналі, у російському прокаті переведена неточно: «Ти, Маркус, ти зробив те, що Скайнет не вдавалося 44 роки». Можливо, перекладач мав на увазі, що протистояння починається з 1984 року, коли перший Термінатор намагається вбити Сару Коннор, і допустив арифметичну помилку, оскільки 2018 — 44=1974. Ця ж цифра присутня і у російській виданні книги. В оригіналі йдеться інакше: «you did what SkyNet has fail to do for so many years» (ти зробив те, що Скайнет не вдавалося протягом стількох років).
- Істотну частину спецефектів фільму реалізували за допомогою натурних зйомок. Цифрові технології використовували тільки там, де зняти щось натурою виявлялося неможливим.
- Режисер МакДжі хотів показати світ через кілька років після ядерної катастрофи, коли майже знищена атмосфера практично не розсіює сонячні промені, а всі кольори бляклі і вигорілі. Для цього оператор застосував технологію, при якій негатив містив більше срібла, ніж зазвичай, що забезпечувало контрастні тіні і вибілені (пересвічені) світлі поверхні. Крім того, плівку спеціально «зістарили», залишаючи лежати на сонці, щоб вплинути на її передачу кольору[13].
- У титрах застосовано елементи інтерфейсу мови Lisp, яку використовують для створення систем штучного інтелекту (різні види дужок: (){}[], запрошення для введення: >)
- На початку фільму, під час захоплення бази Скайнета, показаний екран одного з комп'ютерів. На ньому можна розгледіти версію операційної системи: Linux 4.1.15
- Сцена зустрічі Маркуса Райта і Скайнет — відсилання до сцени зустрічі Престона у білому костюмі і Отця/віце-канцлера Дюпон з фільму «Еквілібріум», у якому роль Престона виконав Бейл.

### Зв'язок із попереднім фільмом
- Після аварії вертольота у пустелі Джон Коннор б'ється з безногим Т-600 — посилання на протистояння Сари Коннор з позбавленим ніг Т-800 у «Термінаторі»(Т1).
- При першій зустрічі з Маркусом у Лос-Анджелесі Кайл Різ говорить йому «Ходімо зі мною, якщо хочеш жити» (англ. Come with me if you wanna live) — цю ж фразу він, у виконанні Майкла Біна, говорить Сарі Коннор у «Т1». У другому(Т2) і третьому фільмі(Т3) слова були сказані Термінатором. У серіалі Термінатор: Хроніки Сари Коннор ці слова говорить термінатор Кемерон, яку послали захищати Джона[14].
- Після знищення T-600 у Лос-Анджелесі Маркус запитує у Кайла: «Який день? Який рік?» — у «Т1» Кайл ставить це запитання під час сутички з поліцейським після прибуття у 1984 рік.
- Кайл Різ наводить дробовик на Маркуса, вимагаючи сказати, хто він такий. У наступний момент Маркус спритним рухом вириває з рук Кайла дробовик, аналогічно тому, як T-800 (у виконанні Арнольда Шварценеггера) у «Т2» вириває дробовик у охоронця стоянки на початку фільму.
- Після того, як Маркус вирвав у Кайла дробовик, він показує йому хитрість з мотузкою (прив'язуючи дробовик до руки) — у T1 ми можемо побачити, як Різ використовує це.
- Щоб виїхати з Лос-Анджелесу, Кайл і Маркус беруть машину, залишену в Обсерваторії Гріффіта — саме у це місце прибуває з майбутнього T-800 у «Т1».
- Після великого вибуху робот-жнець, несподівано для героїв, з'являється з полум'я практично неушкодженим. Подібна сцена відбувалася з T-800 в «Т1» і з Т-1000 у «Т2».
- У сцені втечі Кайла і Маркуса від робота-женця, мототермінатор здійснює на них стрибок прямо з мосту, як це проробляють у «Т2» Т-1000 на вантажівці і, трохи пізніше, Т-800 на мотоциклі.
- Прощаючись із Кейт перед проникненням у Сан-Франциско, Джон говорить їй «Я повернусь» (англ. I'll be back) — відому фразу Арнольда Шварценеггера у ролі Термінатора, а також у деяких інших фільмах.
- Щоб приманити мототермінатора і проникнути на ньому до бази Скайнет, Коннор використовує магнітофон з піснею «You Could be Mine» групи «Guns N' Roses», відомої з «Т2».
- У фільмі три рази обіграно своєрідний рух голови Термінатора-Шварценеггера з попередніх фільмів після удару в обличчя: так робить Маркус, отримавши удар від одного з мародерів, T-800 з особою Арнольда і пізніше він же після втрати шкірного покриву.
- Джон зламує двері у Скайнет за допомогою портативного пристрою, подібно до того, як він це робив з банкоматом у «Т2».
- Джон Коннор намагаючись врятувати Кайла Різа і Крихітку від T-800, використовуючи ручний гранатомет, вибухом заряду пробиває у стіні дірку, подібно до того, як T-800 у «Т2» робив те ж саме у будівлі «Сайбердайн Системс», рятуючи Джона і Сару Коннор від куль поліцейських.
- Під час сутички з T-800, коли робот піднімається за Джоном сходами, камера показує, як його ноги наступають на сходинки. Схожі кадри камера показувала у «Т1», коли T-800 йшов сходами слідом за Кайлом і Сарою, і наприкінці «Т2», коли Сара тікає від T-1000.
- Йдучи від T-800, Джон задкує, кульгаючи, попутно відстрілюючись від термінатора з дробовика, як це робила Сара Коннор наприкінці другого фільму.
- Коли Маркус б'ється з T-800 наприкінці фільму, він завдає йому кілька ударів балкою по голові, як це робив Кайл Різ у битві з Термінатором у «Т1».
- Під час битви Т-800 з Маркусом наприкінці фільму, термінатор кілька разів б'є Маркуса бетонним блоком у груди, після чого Маркус падає. У «Т2» використано дуже схожу сцену: наприкінці фільму Т-1000 кілька разів б'є у голову металевим відбійником термінатора Т-800, з аналогічним падінням.
- Щоб знайти Джона Коннора, T-800 покликав його голосом Кайла Різа. у «Т2» T-1000 використовує такий же обманний хід, кличучи його голосом Сари Коннор (і прийнявши її зовнішність). Так само T-800, використовуючи голос Джона Коннора, розмовляє по телефону з T-1000, який говорить голосом опікунки Джона (у її зовнішності, у квартирі опікунів). У «Т1» T-800 відповідає по телефону, видаючи себе за маму Сари Коннор, намагаючись дізнатися, де вона зараз перебуває.
- Після того, як на T-800 виливається розплавлений метал, він піднімається у вигляді палаючого кома, подібно до того, як це було з T-1000 у «Т2», коли він відновлювався після роздроблення на дрібні заморожені шматочки. Потім Джон випускає на робота газ-холодоагент і розплавлений метал застигає, на деякий час обмеживши рухи T-800. Так само T-1000 після контакту з рідким азотом.
- У той момент, коли Маркус входить до зруйнованого Лос-Анджелесу, то зустрічає патрульного T-600. Термінатор бачить «живу ціль» і починає зближення для знищення. У цей момент показують його ноги, які крокують по розкиданим по землі людським черепам, подібно до того, як у сценах майбутнього у «Т1» це роблять гусениці Мисливці-Вбивці, а у «Т2» робить один з T-800 під час вирішального наступу.[14]
- Сцена погоні Маркуса на вантажівці і мототермінаторов сильно нагадує «перевернуту» сцену погоні T-1000 і T-800 з «Т2».
- Під час битви з T-800 робот, облитий рідким металом, застигає, дряпаючи при цьому обличчя Джона Коннора. Ці шрами помітні на обличчі дорослого Джона у «Т2» під час вирішальної битви.

## Прем'єрний показ у різних країнах

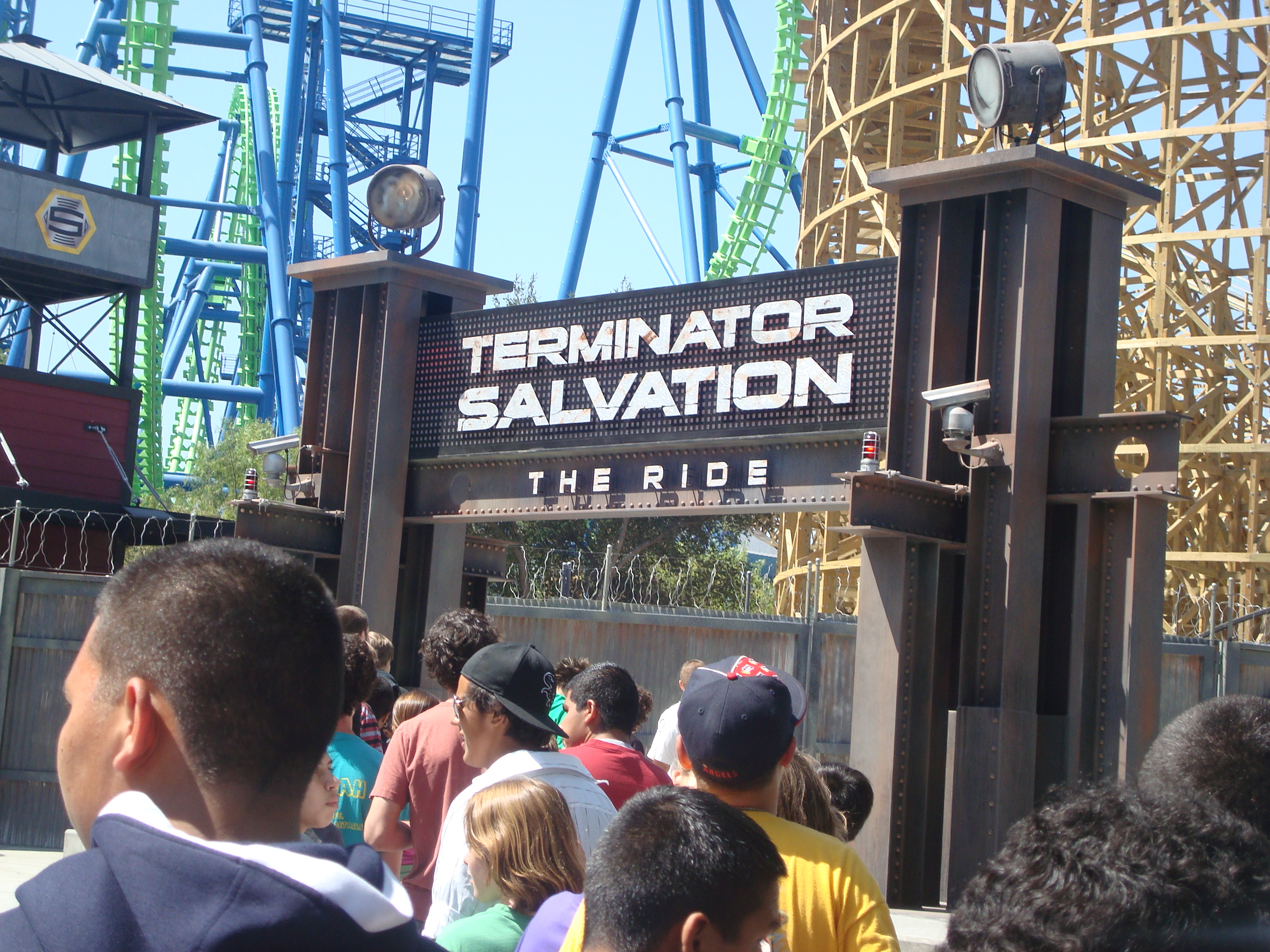
Terminator Salvation The Ride (1).JPG

- США — 14 травня 2009 (тільки у Голлівуді); 21 травня 2009 (загальний показ)
- Бахрейн, Канада, Кувейт, Ліван — 21 травня 2009
- Південна Корея — 22 травня 2009
- Єгипет, Індонезія, Філіппіни, Тайвань — 27 травня 2009
- Гонконг, Малайзія, Сингапур, Таїланд — 28 травня 2009
- Нідерланди — 30 травня 2009 (тільки в Амстердамі); 31 травня 2009 (загальний показ)
- Аргентина, Бельгія, Фінляндія, Франція, Ісландія, Ірландія, Швеція, Велика Британія, Уругвай — 3 червня 2009
- Греція — 3 червня 2009 (тільки в Афінах); 4 червня 2009 (загальний показ)
- Швейцарія — 3 червня 2009 (у франкомовних регіонах), 4 червня 2009 (в німецькомовних регіонах)
- Україна, Австралія, Чилі, Хорватія, Чехія, Данія, Грузія, Німеччина, Угорщина, Ізраїль, Казахстан, Нова Зеландія, Панама, Перу, Португалія, Словаччина, Словенія, Росія — 4 червня 2009
- Австрія, Бразилія, Болгарія, Колумбія, Еквадор, Естонія, Італія, Латвія, Литва, Норвегія, Польща, Румунія, ПАР, Іспанія, Туреччина, Венесуела — 5 червня 2009
- Японія — 5 червня 2009 (обмежений показ); 13 червня 2009 (загальний показ)
- Китай — 9 червня 2009
- Індія — 26 червня 2009
- Мексика — 31 липня 2009

## Музика
Список треків з офіційного релізу альбому-саундтреку до фільму:
1. Opening
2. All is Lost
3. Broadcast
4. The Harvester Returns
5. Fireside
6. No Plan
7. Reveal/The Escape
8. Hydrobot Attack
9. Farewell
10. Marcus Enters Skynet
11. A Solution
12. Serena
13. Final Confrontation
14. Salvation
15. Rooster — Alice in Chains